# 纳瓦德韦哈尔
纳瓦德韦哈尔，是西班牙卡斯蒂利亚-莱昂萨拉曼卡省的一个市镇。 总面积12平方公里，总人口111人（2001年），人口密度9人/平方公里。